# Douglas DC-5
Douglas DC-5, den mindst kendte i den berømte DC-serie af passagerfly, var et propelfly med 2 motorer og mellem 16 og 22 siddepladser. Det var beregnet til kortere ruter end DC-3 eller DC-4. Da flyet blev indsat i tjeneste i 1940 annullerede mange flyselskaber deres ordrer, og derfor blev kun 5 DC-5 til civilt brug bygget. Douglas Aircraft Company var på dette tidspunkt ved at omstille produktionen til krigsmateriel, men kun et begrænset antal militære udgaver af DC-5 blev færdiggjort.

## Design og udvikling
Douglas Commercial Model 5 blev udviklet i 1938 som et passagerfly til civil brug, og blev designet til at anvende enten Pratt & Whitney R-1690 eller Wright Cyclone-motorer. Nyskabende elementer på denne tid omfattede en høj vinge og et landingsstel med næsehjul samt en relativt særlig formgivning, der gjorde ombordstigning, losning af fragt og motorservice nemmere.
En tidlig ændring i designet var tilpasningen af højderoret fra at være lige til at have en vinkel på 15% for at forbedre stabiliteten. En anden betydelig modifikation var ændringen af motornacellen, så det fik udstødningsrør - dette var en tilpasning, der blev gennemført også på tidlige modeller efter at produktionen var i gang. Et udsædvanligt "optisk trick" blev dannet ved at male overdelen af halefinnen og yderdelen af motornacellerne med en mørkere farve og med en kurve, der fulgte flyets form - dette fik halen og motorerne til at fremstå mindre og gjorde flyet slankere.
Før USA gik ind i 2. Verdenskrig blev der fremstillet én prototype og fire fly.

## Historie
Prototypen for DC-5, Douglas serienummer 411, foretog sin jomfruflyvning den 20. februar 1939 med Carl A. Cover ved styrepinden. Denne ene prototype (oprindeligt indrettet med kun otte sæder) blev William E. Boeings personlige fly, som han navngav "Rover". Det blev senere indrulleret i US Navy og lavet om til militær brug som en R3D-variant i februar 1942.
DC-5's første kunde var KLM (Koninklijke Luchtvaart Maatschappij) fra Holland. Et indenrigsflyselskab i USA, Pennsylvania Central (senere Capital, efterfølgende en del af United Airlines), bestilte seks, og SCADTA, (Sociedad Colomba-Alemana de Transportes Aéreos) forgængeren for nutidens Avianca i Colombia, bestilte andre to. De andre fire fly blev solgt til KLM og blev anvendt af KLM's datterselskaber i kolonierne, især i Indonesien.
12 DC-5'er blev færdiggjort. De første passagerfly fløj til at starte med ruten Paramaribo-Curaçao, og de andre to fløj fra Batavia (nu Jakarta i Indonesien). Alle fire blev brugt ved evakueringen af civile i 1942 fra Java til Australien, under hvilket "PK-ADA" blev beskadiget og opgivet. "PK-ADB" blev ødelagt i Batavia Kemajoran lufthavn under et luftangreb, gennemført af JAAF den 9. februar 1942. Japanske styrker beslaglagte "PK-ADA" og anvendte dele fra det ødelagte "ADB", og reparerede og testede det efterfølgende i Tachikawa og Haneda. Senere i 1943 blev dette fly brugt med den kejserlige japanske hærs kamuflage som et transportfly fra baser tilbage til Japan.
De to sidste fly "ADC" og "ADD" ankom sikkert til Australien, hvor de blev beslaglagt af Allied Directorate of Air Transport og anvendt af USAAF som C-110. "PK-ADC's" krigsdeltagelse var kort, da det blev ødelagt i en landingsulykke kort efter ankomsten. "ADD" fløj under krigen som en del af Australian National Airways på støttemissioner i landet med det midlertidige indregistreringsnummer "VH-CXC".
I 1939 bestilte US Navy syv fly; tre af R3D-1 versionen (én af dem styrtede ned før leveringen) og fire R3D-2. Den sidstnævnte blev anvendt af US Marine Corps på grund af flyets 1015 hk R-1820-44-motorer, den store lastkapacitet og flyets 22 siddepladser til faldskærmstropper..
Efter 2. Verdenskrig blev fremstillingen af DC-5 ikke genoptaget da der var en stor mængde af overskydende DC-3/C-47-fly, som blev sat ind i civil tjeneste. I 1948 blev den sidste overlevende DC-5 VH-ARD fra Australian National Airways solgt og smuglet til Israel til militær brug. Flyet ankom til Haifa i maj 1948, og blev derfra sendt til Sde Dov lufthavn, hvor markeringerne blev fjernet og navnet "Yankee Pasha - The Bagel Lancer" blev håndmalet på flyets næse. Flyet blev en del af 103. transporteskadrille på Ramat David, men eftersom Israel var midt i den arabisk-israelske krig 1948, blev flyet også anvendt som bombefly. Dette kunne lade sig gøre ved at fjerne den bageste fragtdør og rulle bomberne ud af åbningen ved skub fra et besætningsmedlem."

## Versioner
Prototype DC-5
Prototypen blev solgt til William E. Boeing til brug som personligt fly, ombygget til at have plads til 16 passagerer.
DC-5
En simpel passagerversion, fem fly blev bygget, én prototype og fire egentlige fly.
C-110
To tidligere KLM-fly, indregistreret i Indonesien, som var blevet anvendt af RAAF, indgik i United States Army Air Corps’ flyflåde i Australien i marts 1942.
R3D-1
Militær version af DC-5 bygget til USA's flåde som 16-sæders passagerfly, tre blev fremstillet. Douglas #606 styrtede ned 1. juni 1940 - #607 blev taget ud af tjeneste i januar 1946 og #608 taget ud af brug i januar 1945.
R3D-2
Militær version af DC-5 bygget til US Marine Corps med 22 sæder til faldskærmssoldater, fire blev fremstillet. Douglas #609 styrtede ned i januar 1942 på en ø ud for Australiens kyst efter der blev åbnet ild fra en undervandsbåd. # 610, 611 og 612 blev taget ud af brug i oktober 1946.
R3D-3
Prototypen med registreringsnummer NC-21701 blev en del af militærets materiel i februar 1942, den menes at være blevet tabt ud for Australien efter fjendtlig aktion i 1943.

## Operatører

### Militære operatører
Australien
- Royal Australian Air Force

 Israel
- Israels luftvåben havde ét DC-5.

 Japan
[Kejserlige japanske hær havde ét beslaglagt hollandsk DC-5 i tjenesten.
 USA
- United States Army Air Forces havde ét C-110.
- United States Navy havde to R3D-1.
- United States Marine Corps havde fire R3D-2.

### Civile operatører
Holland
- KLM modtog fire DC-5.

 USA
- Boeing havde ét DC-5.

## Specifikationer (DC-5)
|                      | DC-5                                             |
| -------------------- | ------------------------------------------------ |
| Besætning            | 3                                                |
| Antal passagerer     | 18-24                                            |
| Samlet længde        | 18,96 m                                          |
| Vingespænd           | 23,77 m                                          |
| Samlet højde         | 6,04 m                                           |
| Vingeareal           | 76,55 m2                                         |
| Tomvægt              | 6.243 kg                                         |
| Lastet vægt          | 9.072 kg                                         |
| Maksimal hastighed   | 370 km/h                                         |
| Aktionsradius        | 2.575 km                                         |
| Maksimal driftshøjde | 7.225 m                                          |
| Stigningshastighed   | 486 m/minuttet                                   |
| Motorer (2x)         | Wright GR-1820-F62 Cyclone, 900 hk (671 kW) hver |

## Ekstern henvisning
- Douglas DC-5/R3D Arkiveret 7. april 2007 hos  Wayback Machine